# Волошка
Воло́шка (Centaurea) — рід трав'янистих рослин родини айстрових, або складноцвітих. Згідно з Plants of the World Online є 770 видів волошок. Волошки — місцеві рослини помірних і субтропічних регіонів Старого Світу (Африка, Європа, Азія); інтродуковані до Північної (у т. ч. Гренландії), Центральної й Південної Америки, Австралії, Південної Африки та Східної Азії. Характеристиками волошок є міцне стебло, лійчасті квітки й сім'янки зазвичай з папусами. Деякі види використовують і розводять як декоративні рослини; також волошки є медоносними рослинами.

## Назва
Наукова назва походить від дав.-гр. кένταυρος — «кентавр», оскільки Гіппократ стверджував, що рослину (Centaurea cyanus) дав грекам кентавр Хірон, вихователь багатьох героїв грецької міфології. Українська назва, волошка, можливо, зумовлена волохатим виглядом чашечок цих рослин. Інша українська назва блават.

## Опис
Це запушені чи голі однорічні, дворічні або, як правило, багаторічні трав'янисті рослини або напівкущики завдовжки від 20 до 300 см. Стебла прямостійні, висхідні або розлогі, прості або розгалужені. Листки одноколірні, прикореневі й стеблові, на ніжках чи сидячі, іноді нероздільні, але часто перисті (шипасті в Centaurea benedicta). Чашоподібні квіткові голови розміщені окремо або в суцвіттях. Обгортка прилистків має сферичну, овальну, дзвоноподібну або чашоподібну форму. Приквітки перекриваються й часто мають перетинчастий край і відокремлені бахромисті або колючі придатки. Квітки від нечисленних до численних, зовнішні зазвичай стерильні, внутрішні двостатеві; їх запилюють комахи. Віночки від білого до синього, рожевого, пурпурового або жовтого кольору. Сім'янка від мало запушеної до голої. Папус зазвичай складається з двох типів елементів; зовнішні елементи щетиноподібні, а внутрішні — короткі; іноді папуси відсутні. Основними числами хромосом є x = 8, 9, 10, 11, 12, 13 або 15.
Волошки по суті є світлолюбними рослинами, тому ростуть переважно у відкритих місцевостях, таких як луки, степи, пасовища, межі, скелясті схили, береги, узлісся та галявини, узбіччя доріг тощо, рудеральні середовища. Деякі види — бур'яни в польових культурах. Завдяки вмісту нектару у квітках, волошки — хороші медоноси.

## Класифікація
Різні джерела надають різну кількість видів, які містить цей рід. Plants of the World Online надає перелік із 738 видів роду волошка. База даних The Plant List наводить список із 687 прийнятих назв видів Centaurea. Глобальна база даних Складноцвітих (англ. Global Compositae Checklist) подає перелік із 734 прийнятих назв видів.
В Україні зростають:
1. Centaurea appendicata — волошка великопридаткова
2. Centaurea arenaria — волошка піскова
3. (і) Centaurea benedicta
4. Centaurea besseriana — волошка Бессера
5. Centaurea borysthenica — волошка дніпровська
6. Centaurea breviceps — волошка короткоголова
7. Centaurea calcitrapa — волошка колючоголова
8. Centaurea caprina
9. (і) Centaurea cyanus — волошка синя
10. Centaurea depressa — волошка притиснута
11. Centaurea diffusa — волошка розлога
12. Centaurea dominii
13. Centaurea donetzica — волошка донецька
14. Centaurea fuscomarginata
15. Centaurea glastifolia
16. Centaurea iberica — волошка причорноморська
17. Centaurea jacea — волошка лучна
18. Centaurea konkae — волошка Конки
19. Centaurea kotschyana — волошка східнокарпатська
20. Centaurea lavrenkoana — волошка Лавренка
21. Centaurea majorovii — волошка Майорова
22. Centaurea maramarosiensis — волошка мармароська
23. Centaurea margarita-alba — волошка білоперлинна
24. Centaurea margaritacea — волошка перлиста
25. Centaurea mollis — волошка м'яка
26. Centaurea odessana — волошка одеська
27. Centaurea orientalis — волошка східна
28. Centaurea paczoskii — волошка Пачоського
29. Centaurea phrygia — волошка фригійська
30. Centaurea protogerberi — волошка первинногерберова
31. Centaurea protomargaritacea — волошка первинноперлинна
32. Centaurea pseudoleucolepis — волошка несправжньоблідолускова
33. Centaurea pseudomaculosa — волошка несправжньоплямиста
34. Centaurea pseudoscabiosa
35. Centaurea salonitana — волошка салонікська
36. Centaurea sarandinakiae — волошка Сарандинакі
37. Centaurea savranica — волошка савранська
38. Centaurea scabiosa — волошка коростянкова
39. Centaurea semijusta — волошка напівзаконна
40. Centaurea solstitialis — волошка довгоденна
41. Centaurea stereophylla — волошка твердолиста
42. Centaurea sterilis — волошка неплідна
43. Centaurea steveniana — волошка Стевена
44. Centaurea stoebe
45. Centaurea tanaitica — волошка донська
46. Centaurea trichocephala — волошка волосистоголова
47. Centaurea vankovii — волошка Ванькова
48. Centaurea varnensis

## Галерея

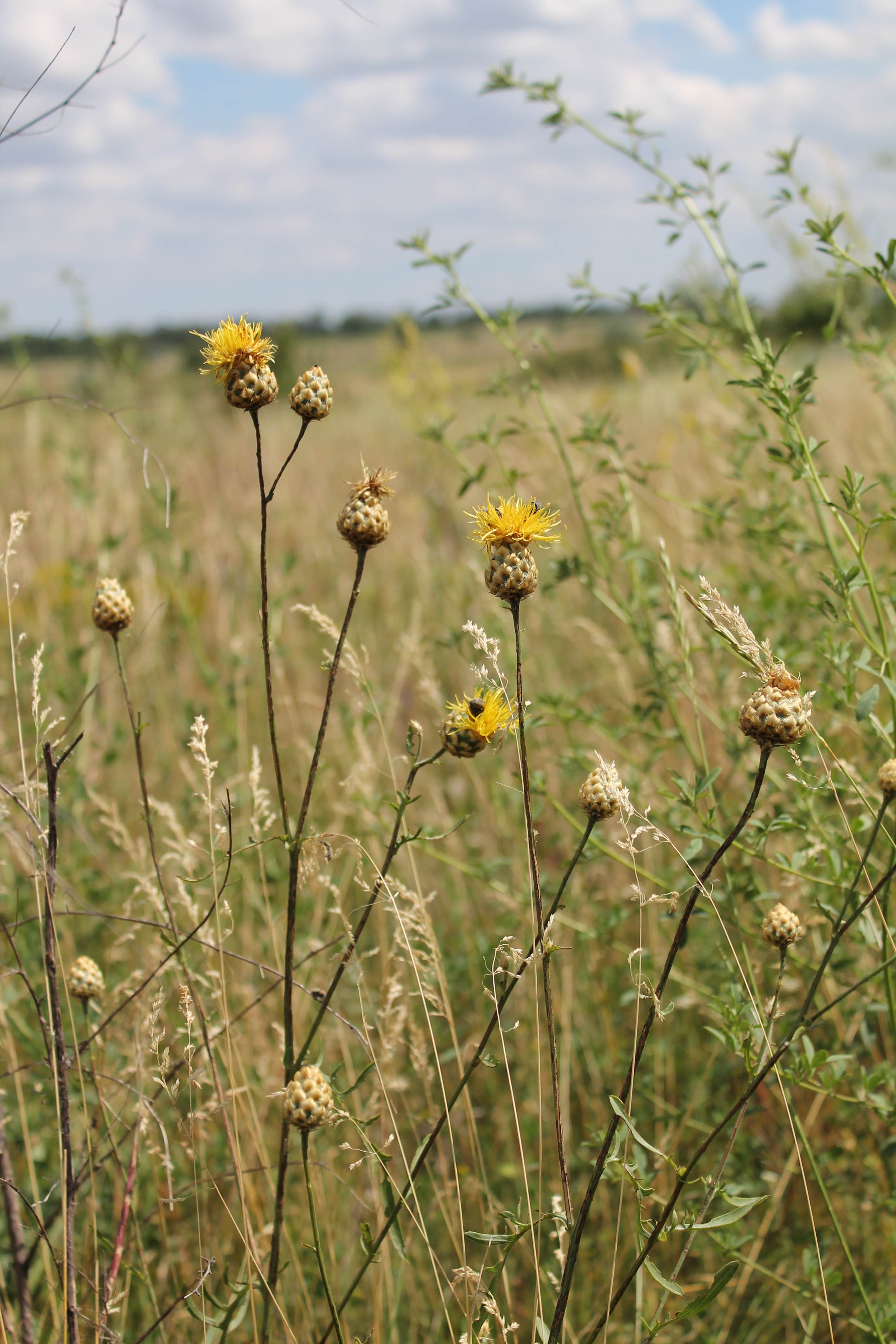
Волошка східна (Centaurea orientalis)
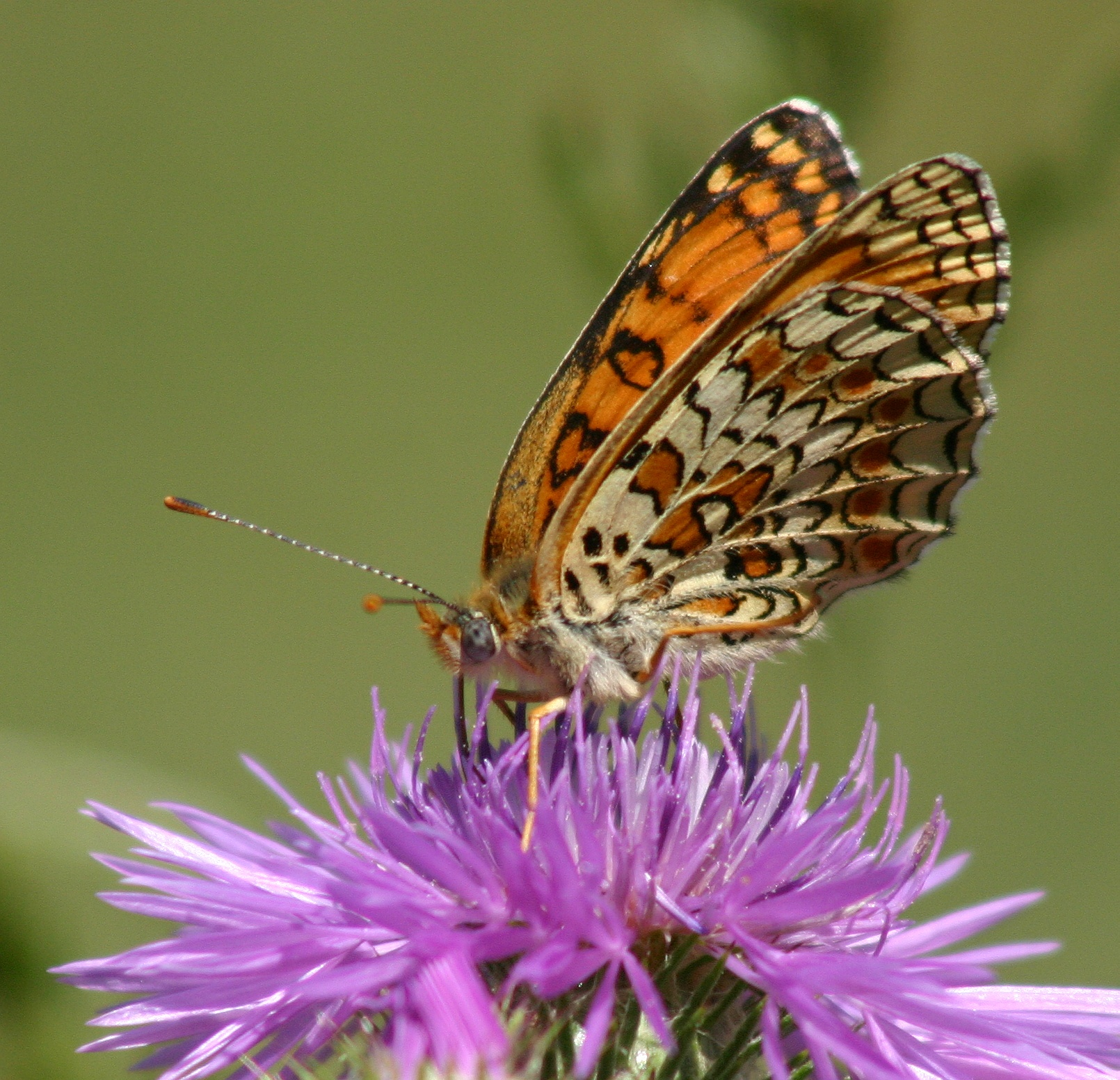
Рябець Феба запилює волошку лучну Centaurea jacea
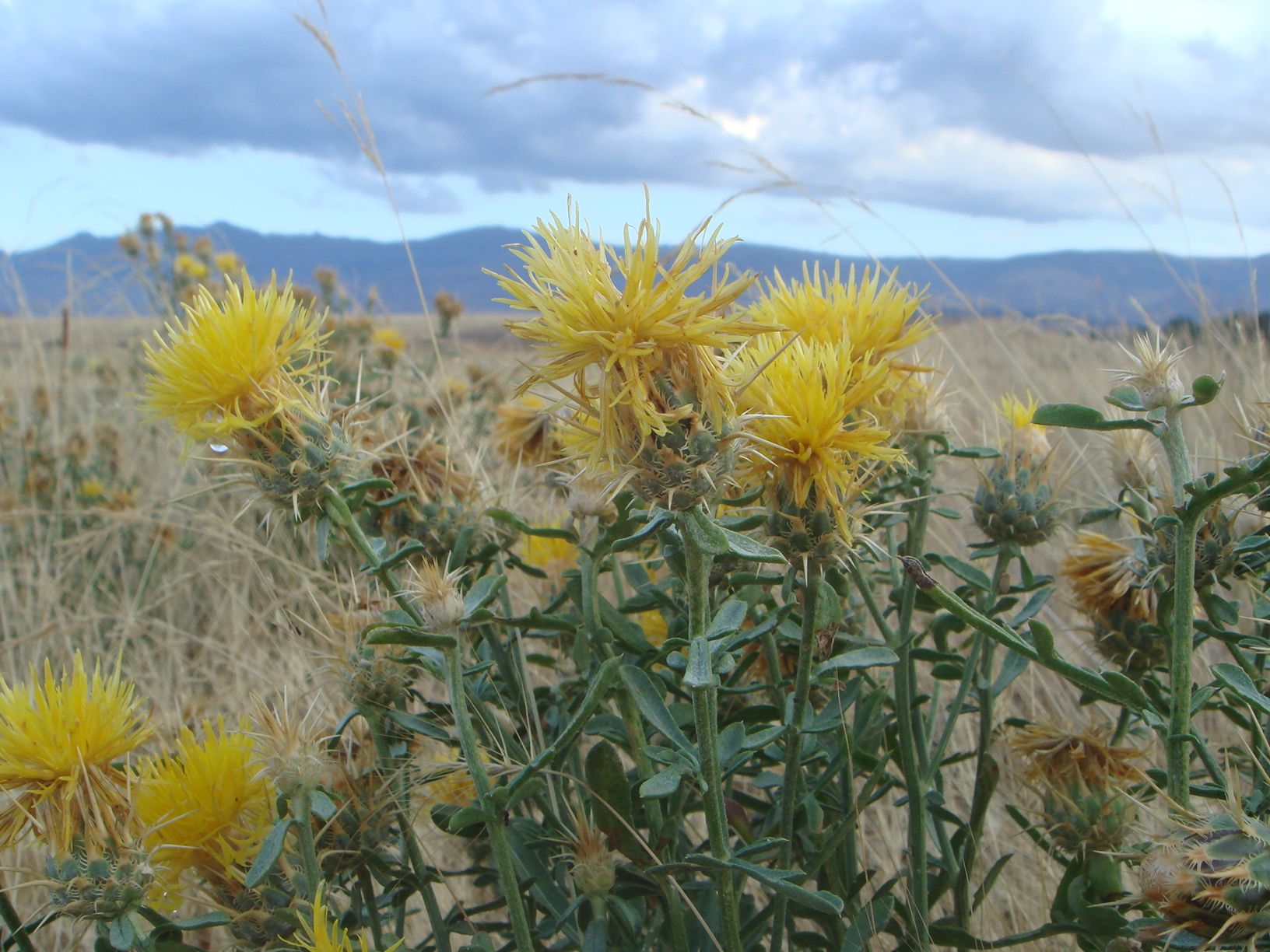
Centaurea ornata в Іспанії
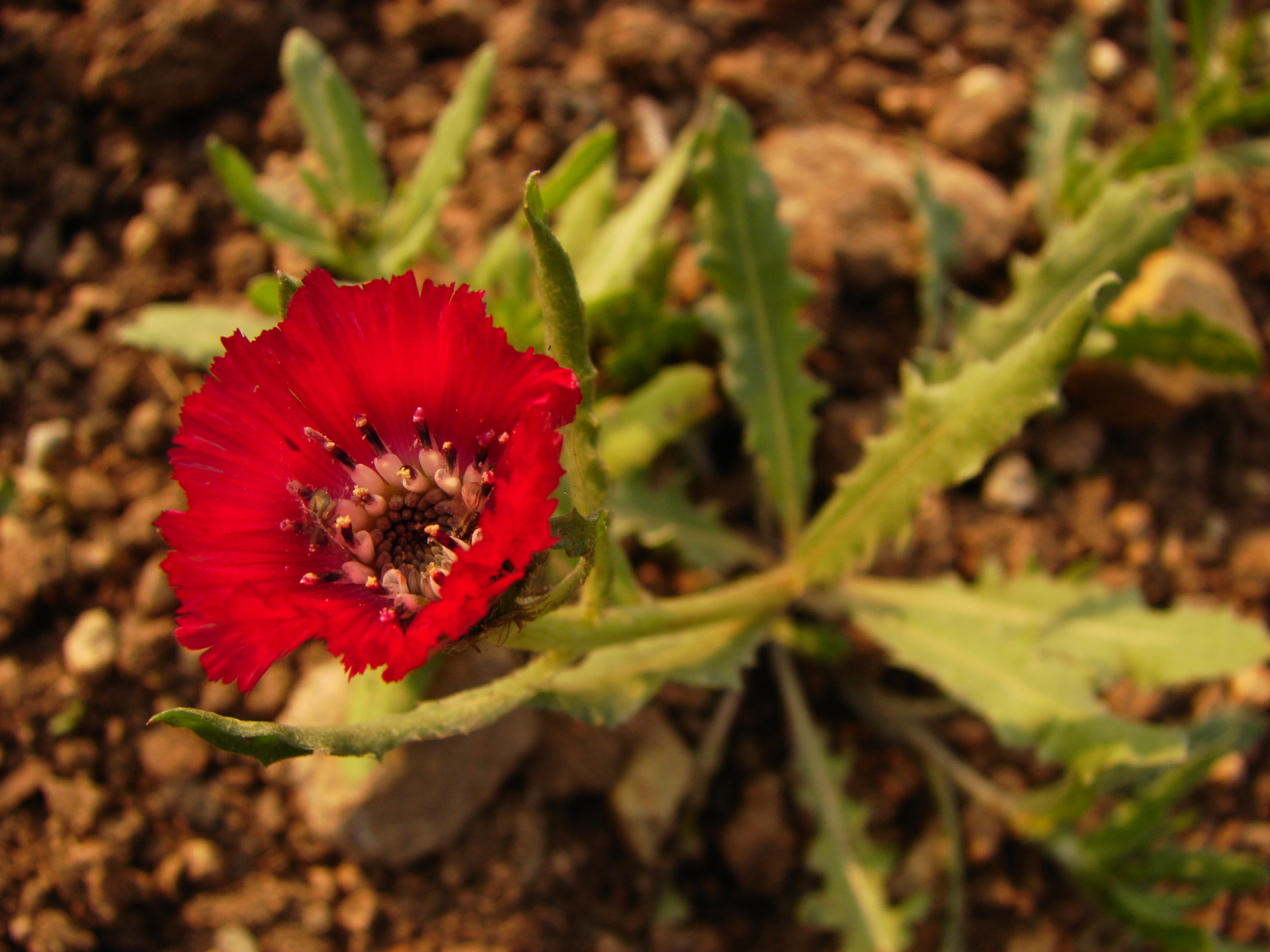
Centaurea tchihatcheffii — ендемік Туреччини
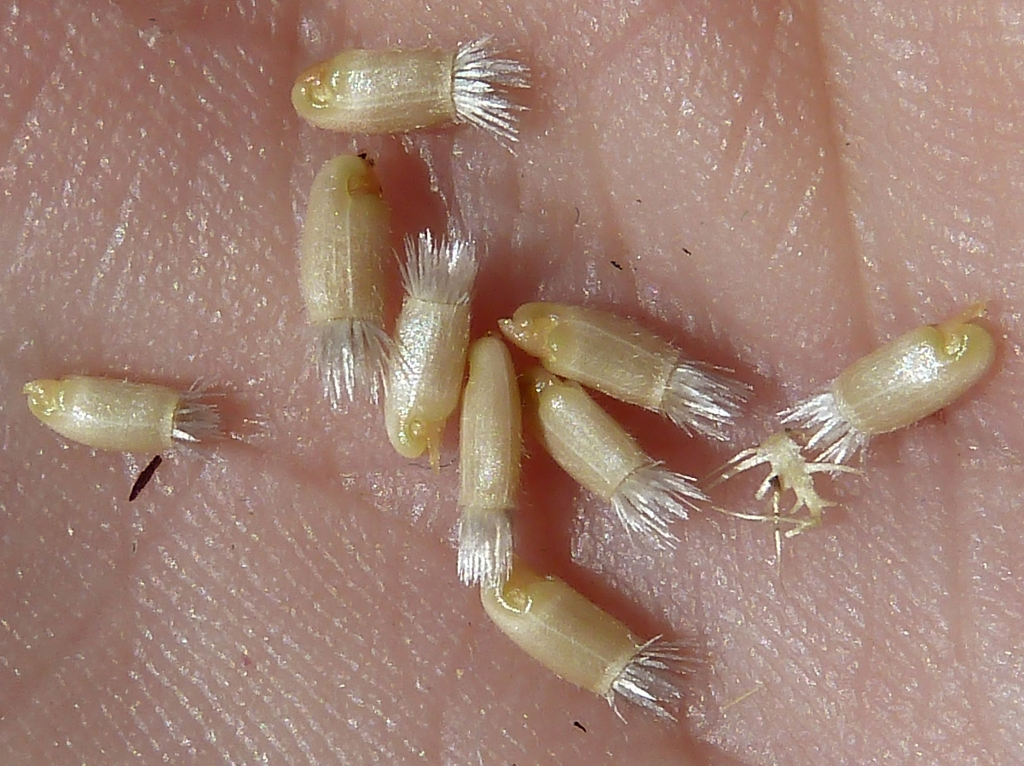
Сипсели (сім'янкоподібні плоди) виду Centaurea pullata
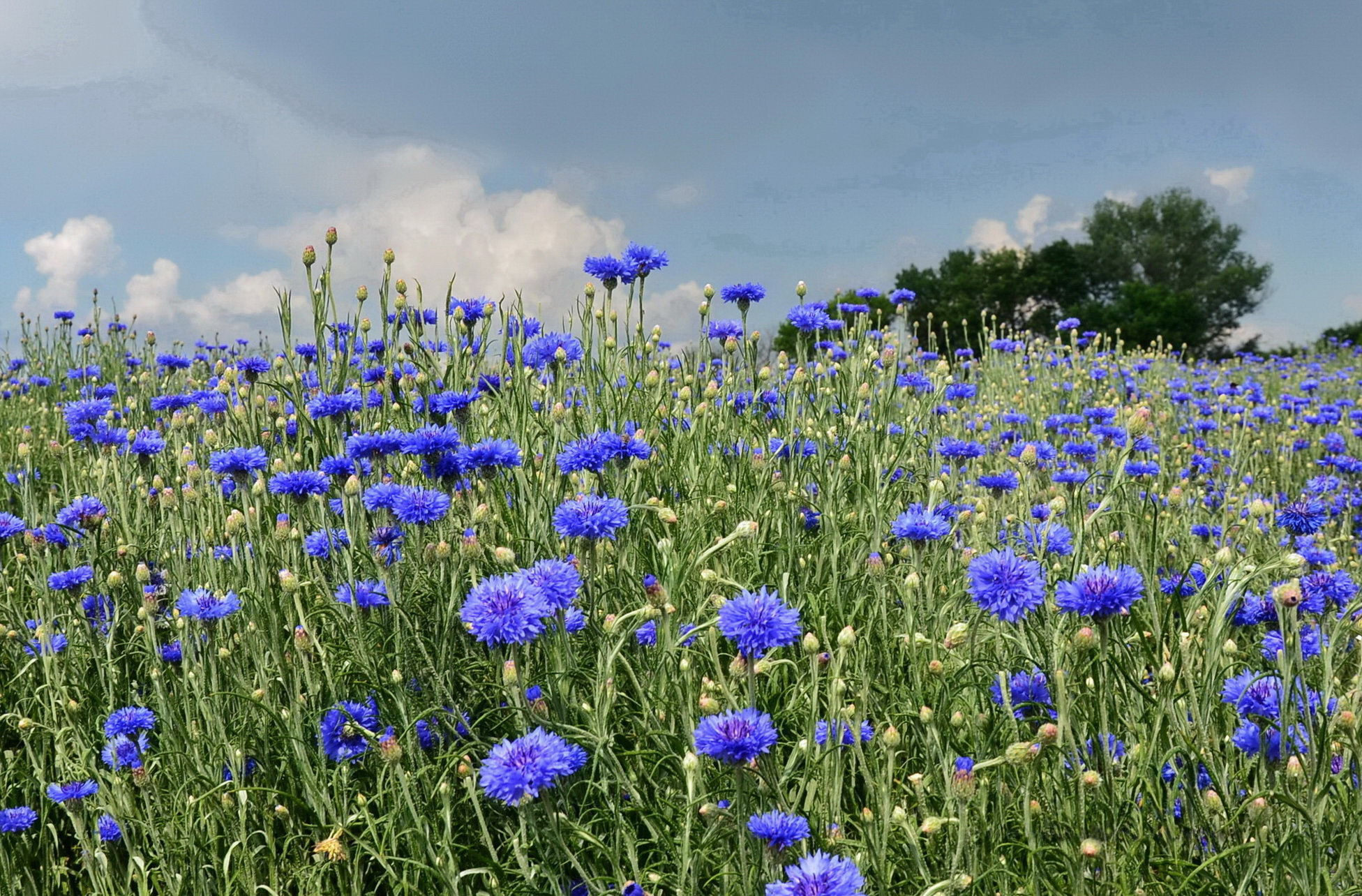
Волошка дніпровська